# Iain Duncan Smith
George Iain Duncan Smith, parfois surnommé par ses initiales IDS, né le 9 avril 1954 à Édimbourg, est un homme politique britannique membre du Parti conservateur, et membre du Parlement depuis 1992 pour la circonscription londonienne de Chingford et Woodford Green (précédemment nommée Chingford jusqu'à une redéfinition de ses limites en 1997). Il a été chef de son parti et leader de l’Opposition au cabinet de Tony Blair de 2001 à 2003. 
Il fut secrétaire d'État au Travail et aux Retraites dans le gouvernement David Cameron du 12 mai 2010 au 18 mars 2016, date de sa démission. Cette démission fait suite à l'annonce controversée du Budget 2016 par le Chancelier de l'Échiquier, George Osborne, lequel concerne le portefeuille du secrétaire d'État, de par la diminution d'aides accordées aux personnes handicapées à hauteur de plus d'un milliard de livres.
Il est nommé chevalier dans le cadre des anniversaires honorifiques 2020 pour les services politiques.

## Biographie
Duncan Smith est né à Édimbourg en Écosse. Fils de W. G. G. Duncan Smith, un officier de la Royal Air Force décoré de la Seconde Guerre mondiale, il a suivi des études militaires à l'Académie royale militaire de Sandhurst et servi dans la garde écossaise en Rhodésie et en Irlande du Nord.
En 1981, il rejoint la General Electric Company et épouse en 1982 Elizabeth "Betsy" Fremantle, file du 5e Baron de Cottesloe, avec laquelle il aura 4 enfants. Candidat conservateur en 1987 au siège de Bradford West, il est battu par le candidat travailliste mais est élu en 1992 dans la circonscription de Chingford.
Eurosceptique, il devient secrétaire à la sécurité sociale dans le cabinet fantôme de William Hague en 1997 puis secrétaire à la défense du cabinet fantôme en 1999. 
En 2001, soutenu par Margaret Thatcher, il succède à William Hague après la deuxième défaite consécutives des Tories aux élections générales et après s'être imposé face à Kenneth Clarke (europhile). 
En 2001, lors de sa première conférence en tant que chef du parti, il promet de « s’attaquer aux services publics », notamment au système de santé (National Health Service), qu'il décrit comme « une organisation centralisée à la soviétique ». Ce discours radical entraine un déclin de la popularité du parti auprès de certaines couches de la société. 
Son manque de charisme et sa piètre éloquence le mettent en position délicate au sein du parti. Contesté en interne par une motion de défiance, il doit céder sa fonction de chef de l'opposition à Michael Howard le 6 novembre 2003. Il est alors le premier chef des Tories à ne pas avoir conduit son parti à une élection générale depuis Austen Chamberlain.
Le think tank conservateur Center for Social Justice, qu'il dirige, suggère dans une étude publiée en 2019 de repousser l'âge de la retraite à 75 ans afin de stimuler l'économie britannique, suscitant de vives critiques venues de la gauche. 
Il devient responsable de campagne du Premier ministre Boris Johnson lors des élections générales de 2019.
Il appartient à la frange climatosceptique du Parti conservateur.

## Résultats électoraux

### Chambre des communes
| Élection          | Circonscription              | Parti | Parti        | Voix   | %    | Résultats |
| ----------------- | ---------------------------- | ----- | ------------ | ------ | ---- | --------- |
| Générales de 1987 | Bradford West                |       | Conservateur | 18 224 | 36,7 | Échec     |
| Générales de 1992 | Chingford                    |       | Conservateur | 25 730 | 59,2 | Élu       |
| Générales de 1997 | Chingford and Woodford Green |       | Conservateur | 21 109 | 47,5 | Élu       |
| Générales de 2001 | Chingford and Woodford Green |       | Conservateur | 17 834 | 48,2 | Élu       |
| Générales de 2005 | Chingford and Woodford Green |       | Conservateur | 20 555 | 53,2 | Élu       |
| Générales de 2010 | Chingford and Woodford Green |       | Conservateur | 22 743 | 52,8 | Élu       |
| Générales de 2015 | Chingford and Woodford Green |       | Conservateur | 20 999 | 47,9 | Élu       |
| Générales de 2017 | Chingford and Woodford Green |       | Conservateur | 23 076 | 49,1 | Élu       |
| Générales de 2019 | Chingford and Woodford Green |       | Conservateur | 23 481 | 48,5 | Élu       |
| Générales de 2024 | Chingford and Woodford Green |       | Conservateur | 17 281 | 35,6 | Élu       |